# Culicoides flochabonnenci
Culicoides flochabonnenci är en tvåvingeart som beskrevs av Ortiz och Mirsa 1952. Culicoides flochabonnenci ingår i släktet Culicoides och familjen svidknott. Inga underarter finns listade i Catalogue of Life.